# Tmarus nigrofasciatus
Tmarus nigrofasciatus là một loài nhện trong họ Thomisidae.
Loài này thuộc chi Tmarus. Tmarus nigrofasciatus được Cândido Firmino de Mello-Leitão miêu tả năm 1929.